# Dirphya basilewskyi
Dirphya basilewskyi là một loài bọ cánh cứng trong họ Cerambycidae.